# ناحیه هازلتون، میشیگان
ناحیه هازلتون (به انگلیسی: Hazelton Township) یک منطقهٔ مسکونی در ایالات متحده آمریکا است که در شهرستان شیاواسه، میشیگان واقع شده‌است.
 ناحیه هازلتون  ۲٬۰۷۱ نفر جمعیت دارد و ۲۱۸ متر بالاتر از سطح دریا واقع شده‌است.